# Symilografia
Symilografia (inaczej: telegrafia kopiowa, telekopia, faksymilografia) – dział telekomunikacji obejmujący przekazywanie wiadomości (telefaks) w postaci obrazów nieruchomych (np. rysunków, nut, pisma, fotogramów). 
Do nadawania i odbioru obrazów służą aparaty symilograficzne, innymi słowy symilografy (zwane potocznie faksami). W nadajniku symilografu powierzchnia obrazu jest analizowana kolejno punkt po punkcie, np. za pomocą skupionej wiązki światła padającego na obraz. Światło odbite ma natężenie zmodulowane luminancją poszczególnych punktów obrazu, co jest przetwarzane na odpowiedni sygnał elektroniczny przesyłany torem telekomunikacyjnym do odbiornika, gdzie zachodzi proces odwrotny (tzw. synteza obrazu), w wyniku którego jest realizowany zapis i powstaje kopia obrazu nadanego. Obecnie najczęściej są używane symilografy dołączane do tradycyjnej linii telefonicznej, które realizują transmisję dokumentów formatu A4 w czasie ok. 1 minuty. Istnieją także symilografy stosujące transmisję cyfrową. Niektóre nowoczesne symilografy posiadają wydzielone, duże obszary pamięci do przechowywania archiwalnych dokumentów, odebranych, a nie wydrukowanych (np. ze względu na brak papieru, danych). 
Odmianę symilografii stanowi fototelegrafia, służąca do przesyłania obrazów przy wykorzystaniu metod fotograficznych (w nadajniku promienie światła padają na obraz sporządzony na błonie filmowej, w odbiorniku obraz jest odbierany na papierze światłoczułym). Fototelegrafia zaczęła się rozwijać w okresie międzywojennym, była wykorzystywana głównie przez agencje prasowe. Po II wojnie światowej pojawiły się pierwsze symilografy z zapisem bezpośrednim (odbierane obrazy nie wymagały obróbki fotograficznej), zostały one znacznie udoskonalone w latach 70.